# AnimaniA
AnimaniA（アニマニア）は、ドイツ語で発行されている日本のアニメと漫画の専門雑誌。

## 概要
この雑誌は読者の6割が女性で、4割が男性という比率になっている。
発行部数は8万であり、販売先は90%を占めるドイツのほか、オーストリア、スイス、ルクセンブルクでも販売されている。

## AnimaniA賞
毎年優れたアニメや漫画作品などを対象にAnimaniA賞を授与している。